# Malcolm George Baker
Malcolm George Baker (Sídney, 13 de agosto de 1947-Goulburn, Nueva Gales del Sur, 22 de junio de 2024) fue un asesino itinerante australiano.

## Biografía
Orihundo de Terrigal, Nueva Gales del Sur, recibió seis sentencias de cadena perpetua por la masacre de seis personas en Terrigal, Bateau Bay y Wyong en la tarde del 27 de octubre de 1992 (conocida como la masacre de Central Coast).
Baker fue uno de los primeros seis prisioneros de la Unidad de Gestión de Alto Riesgo de la cárcel de Goulburn a partir de su creación en 2001.